# Kate Schmidt
Kathryn Joan Schmidt, detta Kate (Long Beach, 29 dicembre 1953), è un'ex giavellottista statunitense, vincitrice della medaglia di bronzo ai Giochi olimpici di Monaco di Baviera 1972 e Montréal 1976.

## Palmarès
| Anno | Manifestazione  | Sede     | Evento                 | Risultato | Prestazione | Note |
| ---- | --------------- | -------- | ---------------------- | --------- | ----------- | ---- |
| 1972 | Giochi olimpici | Monaco   | Lancio del giavellotto | Bronzo    | 59,94 m     |      |
| 1973 | Universiadi     | Mosca    | Lancio del giavellotto | Argento   | 60,34 m     |      |
| 1975 | Universiadi     | Roma     | Lancio del giavellotto | Argento   | 60,36 m     |      |
| 1976 | Giochi olimpici | Montréal | Lancio del giavellotto | Bronzo    | 63,96 m     |      |